# سکوی جاوا، نسخه میکرو
پلت فرم جاوا، Micro Edition یا Java ME یک پلت فرم محاسباتی برای توسعه و استقرار کد قابل حمل برای دستگاه‌های جاسازی شده و تلفن همراه (میکروکنترلرها، سنسورها، دروازه‌ها، تلفن‌های همراه، دستیاران دیجیتال شخصی، جعبه تلویزیون بالا، پرینترها) است. Java ME قبلاً به عنوان Java 2 Platform, Micro Edition یا J2ME شناخته شده بود.
این پلت فرم از زبان برنامه‌نویسی Java جاوا استفاده می‌کند. این بخشی از خانواده نرم‌افزار جاوا است. Java ME توسط Sun Microsystems طراحی شده‌است، توسط شرکت اوراکل در سال ۲۰۱۰ به دست آمده؛ پلت فرم جایگزین [when؟ ] تکنولوژی مشابه، PersonalJava. در ابتدا تحت فرایند Java Community به عنوان JSR 68 توسعه یافته، طعم‌های مختلف Java ME در JSR جداگانه تکامل یافته‌است. اوراکل پیاده‌سازی مرجع از مشخصات را ارائه می‌دهد، اما تمایل دارد به ارائه راه حل‌های باینری آزاد از محتوی محیط زیست جاوا ME برای دستگاه‌های تلفن همراه، و نه با تکیه بر اشخاص ثالث برای ارائه خودشان.
از تاریخ ۲۲ دسامبر ۲۰۰۶، کد منبع Java ME تحت مجوز GNU General Public License مجاز است و تحت نام پروژه phoneME منتشر می‌شود.
از سال ۲۰۰۸، تمام سیستم عامل‌های جاوا ME در حال حاضر به ویژگی‌های JRE 1.3 محدود شده‌اند و از این نسخه از فرمت فایل کلاس استفاده می‌کنند (در داخل به عنوان نسخه ۴۷٫۰ شناخته می‌شود). باید اوراکل یک دور جدید از نسخه‌های پیکربندی Java ME که فرمت‌های فایل کلاس‌های بعدی و ویژگی‌های زبان را پشتیبانی می‌کند، مانند موارد مربوط به JRE 1.5 یا ۱٫۶ (به‌طور خاص، generics)، این امر کار اضافی را در بخشی از همه فروشندگان پلت فرم برای به روز رسانی JREهای خود. [حدس و گمان ]
دستگاه‌های Java ME یک نمایه را پیاده‌سازی می‌کنند. شایعترین آن‌ها مشخصات دستگاه تلفن همراه مربوط به دستگاه‌های تلفن همراه مانند تلفن‌های همراه و مشخصات شخصی با هدف محصولات مصرفی و دستگاه‌های جاسازی شده مانند جعبه تنظیم بالا و PDA است. پروفایل‌ها زیر مجموعه ای از پیکربندی‌ها هستند که در حال حاضر دو پیکربندی اتصال محدود (CLDC) و پیکربندی اتصال دستگاه (CDC) وجود دارد.
بیش از ۲٫۱ میلیارد تلفن همراه و PDA فعال Java ME وجود دارد. در دستگاه‌های زیر ۲۰۰ دلار مانند سری 40 Nokia محبوب است. همچنین در سیستم عامل Bada و در Symbian OS همراه با نرم‌افزار بومی استفاده شد. کاربران ویندوز CE, Windows Mobile, Maemo, MeeGo و Android می‌توانند Java ME را برای محیط‌های مربوط خود دانلود کنند.

## پیکربندی دستگاه محدود اتصال
مقاله اصلی: اتصال محدود دستگاه پیکربندی
پیکربندی Device Connected Limited (CLDC) دارای زیر مجموعه‌ای از مجموعه‌های کتابخانه‌های کلاس Java است و حداقل مقدار مورد نیاز برای یک ماشین مجازی جاوا برای کار است. CLDC اساساً برای طبقه‌بندی دستگاه‌های بی‌شمار به یک پیکربندی ثابت استفاده می‌شود.
یک پیکربندی، پایه‌ای‌ترین مجموعه‌ای از کتابخانه‌ها و ویژگی‌های مجازی ماشین را فراهم می‌کند که باید در هر اجرای محیط J2ME حضور داشته باشد. هنگامی که با یک یا چند نمایه همراه می‌شود، پیکربندی Device Connected Device به توسعه دهندگان یک پلت فرم جامع جاوا برای ایجاد برنامه‌های کاربردی برای دستگاه‌های مصرفی و تعبیه می‌دهد. این پیکربندی برای دستگاه‌هایی با حافظه کل 160KB تا 512KB طراحی شده که حداقل 160KB ROM و 32KB RAM برای پلتفرم جاوا در دسترس است.

### مشخصات دستگاه تلفن همراه
طراحی شده برای تلفن‌های همراه، مشخصات دستگاه تلفن همراه اطلاعات شامل GUI، و API ذخیره‌سازی داده‌ها، و MIDP 2.0 شامل یک API بازی 2D اولیه است. برنامه‌های نوشته شده برای این مشخصات MIDlet نامیده می‌شوند. تقریباً تمام تلفن‌های همراه جدید با پیاده‌سازی MIDP همراه هستند، و در حال حاضر استاندارد واقعی برای بازی‌های تلفن همراه قابل دانلود است. با این حال، بسیاری از تلفن‌های همراه می‌توانند تنها آن MIDletهایی را که توسط شرکت مخابراتی تأیید شده‌اند، به‌خصوص در آمریکای شمالی اجرا کنند. [نیازمند منبع]
JSR 271: مشخصات دستگاه تلفن همراه ۳ (نسخه نهایی در تاریخ ۰۹ دسامبر ۲۰۰۹) مشخصات دستگاه نسل سوم تلفن همراه (MIDP3) را مشخص کرد، به گسترش عملکرد در تمام مناطق و همچنین بهبود قابلیت همکاری در سراسر دستگاه‌ها. هدف اصلی طراحی MIDP3 سازگاری عقب با محتوای MIDP2 است.

#### مشخصات مدول اطلاعات
Profile Module Profile (IMP) یک نمایه برای دستگاه‌های جاسازی نشده و بی سر و پا مانند دستگاه‌های فروش مجدد، برنامه‌های کاربردی تعبیه شده صنعتی، سیستم‌های امنیتی و دستگاه‌های مشابه با صفحه نمایش ساده یا بدون نمایش و با اتصال محدود به شبکه است.
IMP 1.0 به‌طور پیش‌فرض توسط Siemens موبایل و نوکیا به عنوان JSR -195 معرفی شده‌است، یکی از زیرمجموعه‌های سخت‌افزاری MIDP 1.0 است، به جز اینکه APIهای رابط کاربر را شامل نمی‌شود - به عبارت دیگر پشتیبانی از javax.microedition.lcdui بسته جاوا را شامل javax.microedition.lcdui  JSR-228، همچنین به نام IMP-NG شناخته می‌شود، نسل بعدی IMP است که مبتنی بر MIDP 2.0 است، با استفاده از انواع امنیتی و شبکه‌های جدید MIDP 2.0 و APIها و APIهای دیگر مانند PushRegistry و platformRequest()، اما دوباره شامل APIهای UI و API بازی نیست.

## پیکربندی دستگاه اتصال
مقاله اصلی: پیکربندی دستگاه متصل
پیکربندی دستگاه متصل یک زیر مجموعه از Java SE است که حاوی تقریباً تمام کتابخانه‌هایی است که رابط گرافیکی ندارند. از CLDC غنی تر است.

### مشخصات پایه
Profile Foundation یک پروفایل پیکربندی Device Connected Device (CDC) Java ME است. این مشخصات در نظر گرفته شده‌است که توسط دستگاه‌هایی که نیاز به اجرای کاملی از ماشین مجازی جاوا را دارند و شامل کل پلتفرم جاوا، استاندارد نسخه API باشد، مورد استفاده قرار می‌گیرد. پیاده‌سازی‌های معمولی از بعضی از زیر مجموعه آن API استفاده می‌کنند که بسته به نوع پروفایل‌های اضافی پشتیبانی می‌شود. این مشخصات تحت فرایند جامعه جاوا توسعه داده شد.

### مشخصات پایه شخصی
Profile Basis Profile بنیاد مشخصات را گسترش می‌دهد تا شامل پشتیبانی از GUI سبک در قالب یک زیر مجموعه AWT باشد. این پلت فرم است که BD-J ساخته شده‌است.

## پیاده‌سازی
خورشید اجرای مرجع این تنظیمات و پروفایل‌ها را برای MIDP و CDC فراهم می‌کند. شروع با JavaME 3.0 SDK، یک IDE مبتنی بر NetBeans از آن‌ها در یک IDE پشتیبانی می‌کند.
برخلاف پیاده‌سازی‌های باینری متعددی از بستر جاوا ساخته شده توسط سان برای سرورها و ایستگاه‌های کاری، خورشید هیچ گونه دوتایی برای سیستم عامل‌های هدف جاوا ارائه نمی‌دهد، به جز MIDP 1.0 JRE (JVM) برای سیستم عامل‌های Palm. خورشید J2ME JRE برای دستگاه‌های مبتنی بر ویندوز موبایل (Pocket PC) J2ME JRE را فراهم نمی‌کند، علی‌رغم کمپین نامهٔ باز به Sun برای انتشار یک اجرای داخلی PersonalJava شناخته شده با نام کد «کاپیتان امریکا». پیاده‌سازی شخص ثالث مانند JBlend و JBed به‌طور گسترده‌ای توسط فروشندگان ویندوز موبایل مانند HTC و Samsung استفاده می‌شود.
سیستم عامل‌های هدفمند جاوا ME توسط DoCoMo به صورت DoJa و توسط SavaJe به عنوان SavaJe OS اجرا شده‌است. این شرکت دوم در ماه آوریل سال ۲۰۰۷ توسط خورشید خریداری شد و در حال حاضر اساس JavaFX Mobile خورشید را تشکیل می‌دهد. شرکت IS2T یک ماشین مجازی Java ME (MicroJvm) را برای هر RTOS و حتی بدون RTOS فراهم می‌کند (سپس به عنوان baremetal واجد شرایط). هنگامی که baremetal، دستگاه مجازی OS / RTOS است: دستگاه در Java جا می‌گیرد.
MicroEmu یک منبع باز (LGPL) یک شبیه‌ساز MIDP را فراهم می‌کند. این یک شبیه‌ساز مبتنی بر اپلت جاوا است و می‌تواند در صفحات وب جاسازی شود.
منبع باز Mika VM قصد دارد JavaME CDC / FP را اجرا کند، اما به عنوان گواهی نیست (پیاده‌سازی‌های گواهی مورد نیاز برای اتهام هزینه است که برای یک پروژه منبع باز غیرقابل اجرایی است). در نتیجه، دستگاه‌هایی که از این پیاده‌سازی استفاده می‌کنند مجاز به ادعای سازگاری CDM JavaME نیستند.
سیستم عامل اندروید مبتنی بر لینوکس از یک نسخه اختصاصی جاوا استفاده می‌کند که مشابه است اما با Java Me مشابه نیست.

## JSRs (درخواست‌های خاص Java)

### بنیاد
| JSR # | نام                 | شرح                                                                                                   |
| ----- | ------------------- | --- |
| ۶۸    | مشخصات پلت فرم J2ME | |
| ۳۰    | CLDC 1.x            | |
| ۳۷    | MIDP 1.0            | |
| ۱۱۸   | MIDP 2.x            | |
| ۱۳۹   | CLDC 1.1            | |
| ۲۷۱   | MIDP 3.0            | Java ME 3.4 و فقط قبل از آن، آخرین مشخصات برای تلفن‌های همراه، ویژگی‌های زبان جاوا به عنوان جاوا SE 1.3 |
| ۳۶۰   | CLDC 8              | جدید در جاوا ME 8                                                                                     |
| ۳۶۱   | MEEP 8              | جدید در جاوا ME 8، زبان به عنوان جاوا SE 8، برای اینترنت از همه چیز دستگاه                            |

### پسوند اصلی
| JSR # | نام                                         | شرح                                          | MSA |
| ----- | ------------------------------------------- | -------------------------------------------- | --- |
| ۷۵    | اتصال به فایل و PIM                         | سیستم فایل، مخاطبان، تقویم، کارهای انجام شده |     |
| ۸۲    | بلوتوث                                      |                                              |     |
| ۱۲۰   | API پیام بی‌سیم (WMA)                        |                                              |     |
| ۱۳۵   | Mobile Media API (MMAPI)                    | صوتی، تصویری، چند رسانه ای                   |     |
| ۱۷۲   | خدمات وب                                    |                                              |     |
| ۱۷۷   | خدمات امنیتی و اعتماد                       |                                              |     |
| ۱۷۹   | API محل سکونت                               |                                              |     |
| ۱۸۰   | API SIP                                     |                                              |     |
| ۱۸۴   | گرافیک موبایل 3D                            | گرافیک بالا 3D سطح                           |     |
| ۱۸۵   | فن آوری جاوا برای صنعت بی‌سیم (JTWI)         | عمومی                                        |     |
| ۲۰۵   | پیام بی‌سیم 2.0 (WMA)                        |                                              |     |
| ۲۱۱   | API مدیریت محتوا                            |                                              |     |
| ۲۲۶   | API مجتمع گرافیکی 2D برای J2ME              |                                              |     |
| ۲۲۸   | مشخصات ماژول اطلاعات - نسل بعدی             |                                              |     |
| ۲۲۹   | API پرداخت                                  |                                              |     |
| ۲۳۴   | مکمل‌های پیشرفته چند رسانه‌ای (AMMS)          | پسوند MMAPI                                  |     |
| ۲۳۸   | API بین‌المللی موبایل                        |                                              |     |
| ۲۳۹   | اتصال جاوا Java برای OpenGL ES API          |                                              |     |
| ۲۴۸   | معماری خدمات تلفن همراه                     |                                              |     |
| ۲۵۳   | تلفن همراه API                              |                                              |     |
| ۲۵۶   | API سنسور موبایل                            |                                              |     |
| ۲۵۷   | API ارتباط بدون تماس                        |                                              |     |
| ۲۵۸   | API سفارشی رابط کاربری موبایل               |                                              |     |
| ۲۷۲   | API سرویس موبایل موبایل برای پایانه‌های دستی |                                              |     |
| ۲۸۰   | XML API برای Java ME                        |                                              |     |
| ۲۸۱   | API سرویس IMS                               |                                              |     |
| ۲۸۷   | 2D بردار گرافیک API 2.0 برای جاوا ME        |                                              |     |
| ۲۹۳   | مکان API 2.0                                |                                              |     |
| ۲۹۸   | برنامه Telematics برای جاوا ME              |                                              |     |
| ۳۰۰   | API DRM برای جاوا ME                        |                                              |     |
| ۳۲۵   | نیروهای ارتباطی IMS                         |                                              |     |

### آینده
| JSR # | نام                              | شرح |
| ----- | -------------------------------- | --- |
| ۲۹۷   | Mobile 3D Graphics API (M3G) 2.0 |     |

## ESR
کنسرسیوم ESR به استانداردهای جاوا تعبیه شده‌است. به خصوص مقرون به صرفه استانداردها. دامنه‌های کاربردی معمول عبارتند از کنترل صنعتی، ماشین به ماشین، پزشکی، اندازه‌گیری الکترونیکی، اتوماسیون خانگی، مصرف‌کننده، رابط انسان به دستگاه، ...
| ESR # | نام                  | شرح |
| ----- | -------------------- | --- |
| ۰۰۱   | B-ON (فراتر از CLDC) | B-ON به عنوان یک پایه بسیار قوی برای اجرای نرم‌افزار جاسازی شده جاوا عمل می‌کند. این مرحله فاز اولیه‌سازی قابل اطمینان دستگاه جاوا را مشخص می‌کند و ۳ نوع از اشیاء: اشیا تغییرناپذیر، جاویدان و منظم (فانی). |
| ۰۰۲   | MicroUI              | MicroUI یک معماری پیشرفته را برای فعال کردن یک محیط باز توسعه یافته برای توسعه دهنده‌های HMI به کار می‌گیرد. چنین دستگاه‌هایی معمولاً دارای یک نمایشگر، برخی از سنسورهای ورودی و به‌طور بالقوه قابلیت‌های رندر صدا هستند. این مشخصات شامل مجموعه بالقوه وسیع دستگاه است.                                                                                      |
| ۰۱۱   | MWT                  | MWT سه نقش متمایز را تعریف می‌کند: طراحان ویجت، طراحان نگاه و احساس و طراحان برنامه. MWT یک برنامه باینری HMI را اجازه می‌دهد تا در تمامی دستگاه‌هایی که یک چارچوب سازگار MWT (دستگاه‌های جاسازی شده، تلفن‌های همراه، تلویزیون‌های تلویزیونی، PC، و غیره …) را فراهم می‌کند، اجازه می‌دهد که هماهنگی واقعی و همه جا کاربرد برنامه‌ها در خطوط تولید (ME, SE, EE). |
| ۰۱۵   | ECLASSPATH           | ECLASSPATH محیط CLDC, CDC, Foundation, SE، و EE را با مجموعه‌ای از حدود ۳۰۰ کلاس API به اشتراک می‌گذارد. کامپایل کردن در برابر CLDC1.1 / ECLASSPATH باعث می‌شود که کد دوتایی قابل حمل در تمام محیط‌های اجرای Java باشد. |

## همچنین نگاه کنید به
- پورتال جاوا
- اندروید (سیستم عامل)
- سیستم عامل BlackBerry
- خطر Hiptop
- جاوا جاسازی شده
- JavaFX Mobile
- توسعه تلفن همراه
- بازی‌های موبایل
- یادگیری موبایل
- Qualcomm Brew
- گوشی‌های هوشمند